# Axel Thue

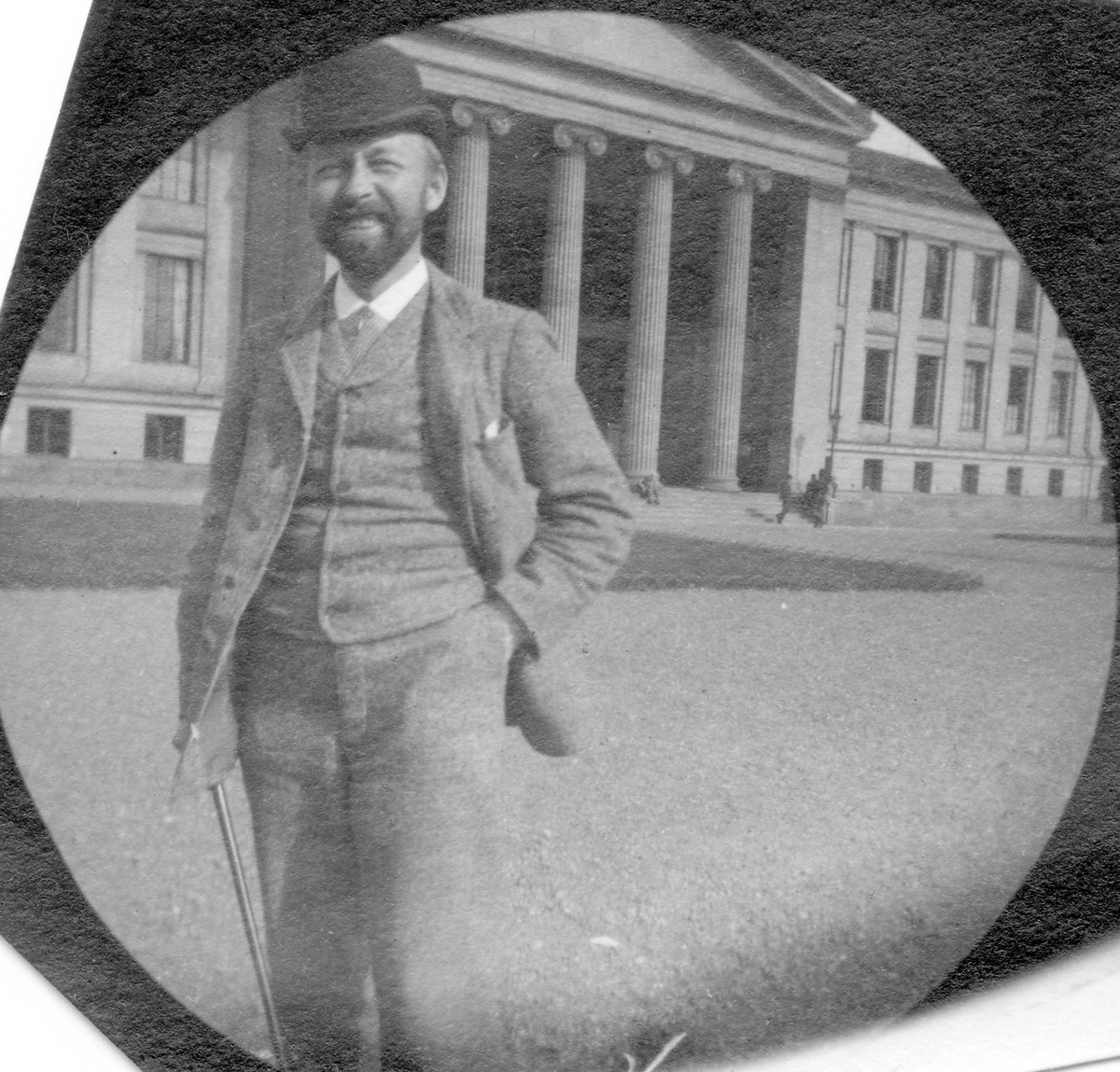
Axel Thue vers 1890.

Axel Thue (1863-1922) est un mathématicien norvégien, connu pour ses contributions à la combinatoire, aux grammaires formelles et ses travaux en théorie des nombres (approximation diophantienne, équation diophantienne).

## Biographie
Axel Thue étudie les mathématiques et la physique à l'université d'Oslo de 1883 à 1889. Il soutient une thèse en 1889, sous la supervision de Elling Holst (en). Grâce à des bourses, il effectue des séjours d'étude à Leipzig auprès de Sophus Lie, et à Berlin, où il assiste aux cours de Hermann von Helmholtz, Leopold Kronecker et Lazarus Fuchs. De retour à Oslo en 1891, il obtient une bourse de recherche en mathématiques.
Thue enseigne à ce qui sera le lycée technique de Trondheim de 1894 à 1903. En 1903, il est nommé professeur de mathématiques appliquées à l'université d'Oslo.

## Travaux
Théorème de Thue-Siegel-Roth
En 1909 Axel Thue publie un article sur l’approximation de nombres algébriques qui devient, avec des généralisations de Carl Siegel (1920) puis de Klaus Roth (1958), le théorème de Thue-Siegel-Roth. Les équations impliquées dans son théorème sont appelées équations de Thue.
Suite de Prouhet-Thue-Morse
Il est l'un des fondateurs de la combinatoire des mots, où introduit la suite appelée suite de Prouhet-Thue-Morse. Cette suite, déjà étudiée dans un contexte différent par Eugène Prouhet, devient l'archétype des mots infinis étudiés en combinatoire des mots. Axel Thue établit, dans son article de 1906, un grand nombre de propriétés ; l'article de 1912 étudie en profondeur les mots sans répétition, notamment les mots sans carré ; l'étude, reprise et considérablement développée dans le sillon des travaux de Marcel-Paul Schützenberger, a abouti notamment au théorème de Dejean.
Système de réécriture
Axel Thue développe, dans les articles de 1910 et 1914, un système de réécriture de termes d'abord, de mots ensuite, à la recherche d'un algorithme pour résoudre le problème du mot en général ou pour un groupe, problème que l'on sait être indécidable dans le cas général. Le premier article, qui parle de réécriture de termes, n'a été apprécié que plus tardivement, par Büchi notamment qui écrit « who thought about grammars and even trees and who has done so many other original things when nobody else dreamed of these things » dans son livre (posthume) Finite Automata, their Algebras and Grammars. Le deuxième article a donné naissance aux systèmes de Thue ou systèmes de semi-Thue, un modèle largement répandu de génération de langages formels. Emil Post a démontré en 1947 que le problème de savoir si deux mots sont équivalents dans un système de Thue est indécidable.
Axel Thue a écrit aussi de nombreux textes pédagogiques en norvégien. Son seul élève connu est Albert Thoralf Skolem.

## Publications
- Axel Thue, « Über Annäherungswerte algebraischer Zahlen », Journal für die reine und angewandte Mathematik, vol. 135,‎ 1909, p. 284–305 (ISSN 0075-4102, DOI 10.1515/crll.1909.135.284, lire en ligne)

- Axel Thue, « Über die gegenseitige Lage gleicher Teile gewisser Zeichenreihen », Norske Vid. Skrifter I Mat.-Nat. Kl., Christiania,‎ 1912, p. 1-67.

- Axel Thue, « Über unendliche Zeichenreihen », Norske Vid. Skrifter I Mat.-Nat. Kl., Christiania, no 7,‎ 1906, p. 1-22

- Axel Thue, « Die Lösung eines Spezialfalles eines generellen logischen Problems », Norske Vid. Skrifter I Mat.-Nat. Kl., Christiania, no 8,‎ 1910 — réimpression dans les Œuvres mathématiques, p. 273–310

- Axel Thue, « Probleme über Veränderungen von Zeichenreihen nach gegebenen Regeln », Norske Vid. Skrifter I Mat.-Nat. Kl., Christiania, no 10,‎ 1914 — réimpression dans les Œuvres mathématiques, p. 493–524

Œuvres mathématiques d'Axel Thue :
- Trygve Nagell, Atle Selberg, Sigmund Selberg et Knut Thalberg (éditeurs) (trad. Carl Ludwig Siegel, préf. Carl Ludwig Siegel), Selected Mathematical Papers of Axel Thue, Oslo, Universiteitsforlaget, 1977, lviv+ 591 (ISBN 82-00-01649-8, présentation en ligne)Introduction par Carl Ludwig Siegel ; résumés en anglais des articles écrits en norvégien en fin de volume.

- Wolfgang M. Schmidt, « Selected mathematical papers of Axel  Thue, edited  by Trygve  Nagell,  Atle  Selberg,  Sigmund  Selberg,  and Knut  Thalberg », Bulletin of the American Mathematical Society, vol. 84, no 5,‎ septembre 1978, p. 919-925 (lire en ligne) — Compte-rendu du recueil